# 코리도라스 팔레아투스
코리도라스 팔레아투스는 칼리크티스과에 속하는 메기이다. 온몸에 점무늬가 있어 영어로는 pepperd corydoras라고 한다. 파라나 강(Paraná River)하류와 우루과이나 브라질의 하천에 서식한다.

## 설명
몸길이는 약 6cm이고, 수컷이 암컷보다 크기가 작다. 수컷은 암컷보다 등지느러미와 가슴지느러미가 길다. 주로 무척추동물이나 지렁이, 곤충, 그리고 식물성 먹이를 먹는다. 이들은 가슴지느러미를 움직여 소리를 낼 수 있는데, 이 소리는 서로 소통하기 위해서 낸다. 장호흡을 할 수 있으며, 짝짓기를 할 때는 몇몇의 다른 코리도라스속 메기가 하듯이 T-포지션을 한다.